# سينغبا
سينغبا (بالإنجليزية: Xingba)‏ هي منطقة سكنية تقع في الصين في أزمة التبت والصين. يقدر عدد سكانها بـ
- نسمة .